# Taraxis
Taraxis é um género botânico pertencente à família Restionaceae. O nome Pseudoloxocarya foi anteriormente utilizado para este género.
O género Taraxis inclui apenas uma espécie aceite, Taraxis grossa B.G.Briggs & L.A.S.Johnson.